# Eptagónia
Eptagónia (grec moderne : Επταγώνια) est un village chypriote du district de Limassol de plus de 353 habitants, à 4 km de Kelláki. Il est aussi situé à 28 km de la ville de Limassol, au pied du mont Papoutsa dans le massif du Troodos.

## Étymologie
Le nom village est issu du grec "epta" (επτά: sept)" et"goneia" (γωνιά: angle). Il existe deux hypothèses sur l'origine de ce nom: 
- La géographie du territoire est caractérisée par les angles des monts;
- Il existait sept quartiers à l'origine